# Morenotäubchen
Das Morenotäubchen (Metriopelia morenoi) ist eine Art der Taubenvögel und wird der Unterfamilie der Amerikanischen Kleintauben zugerechnet. Es ist wie die zur selben Gattung gehörenden Kordillerentäubchen und Brillentäubchen ein Bewohner des südamerikanischen Hochlands. Die Art gilt als in ihrem Bestand nicht gefährdet.

## Erscheinungsbild
Das Morenotäubchen erreicht eine Körperlänge von bis zu 20 Zentimetern.  Der Körperbau ist kompakt. Ein Geschlechtsdimorphismus ist bei dieser Art nur sehr gering ausgeprägt. Beim Weibchen sind lediglich die Augenringe etwas matter gefärbt als beim Männchen und das Gefieder ist insgesamt etwas matter.
Das Gefieder des Morenotäubchens ist überwiegend mattbraun. Das Gefieder am Kopf ist dabei etwas gräulicher als das Körpergefieder. Die Kehle ist hellgrau. Die Brust ist im Vergleich zur Körperoberseite heller und eher blass graubraun. Zum Bauch hin geht das Gefieder in ein Gelblichbraun über. Die Unterschwanzdecken sind rotbraun. Das Gefieder der Körperoberseite ist mattbraun. Wie auch das Brillentäubchen weist das Morenotäubchen auffällige Augenringe auf. Der erste Augenring ist breit und leuchtend orange. Er ist von einem zweiten, schmalen schwarzen Augenring umgeben.

## Verbreitungsgebiet und Lebensweise

Verbreitungsgebiet des Morenotäubchens (grün) in Argentinien

Das Morenotäubchen hat nur ein kleines Verbreitungsgebiet. Es kommt ausschließlich im Nordwesten Argentiniens vor. Seine Höhenverbreitung reicht von 1.800 bis 3.200 Meter über NN. Der Lebensraum sind aride und semiaride Habitate und die Art kommt auch in der Puna vor. Besiedelt werden vorwiegend sandige und felsige Abhänge mit einem leichten Bewuchs sowie in der Höhenzone unterhalb der Puna auch Habitate, die mit Sträuchern und Kakteen bestanden sind. Es hält sich auch im Umfeld menschlicher Siedlungen auf und nutzt Kulturland zur Nahrungssuche.
Das Morenotäubchen gilt als Standvogel, da es außerhalb seines kleinen Verbreitungsgebietes bislang nicht beobachtet wurde. Es ist eine bodenbewohnende Taubenart, die auf Grund ihrer Gefiederfärbung unauffällig ist. Wird sie aufgeschreckt, fliegt sie mit lautem Flügelklatschen auf. Es frisst überwiegend Sämereien. Von den Fortpflanzungsgewohnheiten ist nur bekannt, dass das Gelege aus zwei Eiern besteht.

## Belege

### Weblink
- Metriopelia morenoi in der Roten Liste gefährdeter Arten der IUCN 2013.1. Eingestellt von: BirdLife International, 2012. Abgerufen am 30. Oktober 2013.